# Lise-Laure Etia
Pour les articles homonymes, voir Etia.
Lise-Laure Etia, née le 19 octobre 1964 à Poitiers en France, est une journaliste française d’origine camerounaise.
Elle est connue pour avoir dirigé et présenté de 1997 à 2012 Continent noir, le magazine de société sur l'Afrique et sa diaspora sur la chaine de télévision internationale francophone TV5Monde. Journaliste à TV5Monde depuis 1993, elle anime depuis la rentrée 2013 deux chroniques sportive et interactive dans le Journal Afrique. Lise-Laure Etia intervient également dans les émissions Africanités et 300 millions de critiques.

## Biographie

### Enfance et formation
Fille d’un inspecteur des douanes et d’une assistante sociale, Lise-Laure Etia est née à Poitiers. Elle passe les premières années de sa vie dans la Vienne. Quatre ans plus tard, elle déménage avec sa famille en région parisienne à Athis-Mons. À l’âge de 9 ans, ses parents quittent la France pour retourner dans leur pays d’origine le Cameroun. Elle y reste jusqu’à ses 22 ans.
Elle vient ensuite faire ses études en France en 1986. Elle retourne d’abord à Poitiers où elle suivra des cours de droit à l’université puis obtiendra un diplôme de l’École des hautes études internationales.

### TV5Monde de 1993 à aujourd'hui

#### 7 jours en Afrique
En mars 1993, elle arrive à TV5Monde pour lancer 7 jours en Afrique. Elle conçoit, présente et assure les reportages de ce magazine hebdomadaire d’actualités africaines de 13 minutes. Près de 200 émissions sont réalisées en tout de 1993 à 1997.

#### Continent noir
En septembre 1997, elle lance Continent noir, un magazine bimensuel de 26 minutes consacré à l’Afrique et ses diasporas. Elle dirige ce magazine de société sur le monde noir et ses cultures pendant 15 ans. Elle assure la ligne éditoriale, les reportages et la présentation du magazine. Lise-Laure Etia fait, pendant toutes ces années, des centaines de reportages dans trente-quatre pays du continent africain, en Europe, dans les Caraïbes et l’océan Indien. En tout, 300 émissions de 26 minutes sont diffusées de 1997 à 2012.
À l’occasion de la Journée mondiale de l’Afrique le 25 mai 2010, Lise-Laure Etia anime la soirée de lancement de TV5MONDE+AFRIQUE, la première Web TV entièrement consacrée au continent africain. Destinée à la diaspora et à tous les passionnés d’Afrique, cette nouvelle chaîne sur Internet est entièrement gratuite et accessible dans le monde entier.

#### Rendez-vous au maquis
En 2012, Lise-Laure participe à la mise en place du nouveau magazine d'actualité africaine et de sa diaspora de TV5Monde Rendez-vous au maquis.

#### Journal Afrique
Depuis la rentrée 2013, Lise-Laure Etia présente dans le Journal Afrique de TV5 Monde les chroniques sport et interactivité.

### Africanités, 300 millions de critiques
Depuis 2014, Lise-Laure Etia est chroniqueuse aux côtés d’Amobé Mévégué et de Christian Eboulé dans le magazine mensuel Africanités « dédié au continent africain et à tous les Africains qui rayonnent à travers le monde ». La journaliste de TV5Monde aborde les grands thèmes de société et la culture au sein de débats avec un invité fil rouge. Elle couvre, en particulier, l'actualité cinéma.
Elle participe aussi régulièrement à 300 millions de critiques, l'émission présentée par Guillaume Durand qui revient sur l'actualité culturelle francophone à travers les regards croisés de journalistes belges, suisses, canadiens, québécois et français. Elle apporte son regard et son analyse de journaliste d'origine africaine.
Elle est périodiquement invitée sur les plateaux d'autres chaines pour commenter l'actualité sur l'Afrique et sa diaspora: C dans l'air sur France 5, BFM TV, 28 minutes sur Arte, etc.

### Une passion pour le football
Le football est une passion de longue date chez Lise-Laure Etia. Elle le pratique au Cameroun dès l'âge de 9 ans. Elle intègre même l'équipe masculine de son collège. Mais son père souhaite qu'elle se dirige vers un autre sport, plus féminin. Elle fait du volley-ball avec moins de succès. C'est à l'âge adulte qu'elle peut à nouveau renouer avec sa discipline de prédilection. Elle intègre l'équipe féminine de football d'Issy-les-Moulineaux en région parisienne au moment de sa création. Elle y jouera pendant cinq ans et s'investit dans la vie du club où elle est trésorière. Une rupture du ligament croisé antérieur la forcera à arrêter la pratique de ce sport mais elle assiste de manière assidue à des matchs. Dans son magazine Continent noir, elle couvre régulièrement des sujets sur le foot et le sport en général sur l'Afrique et sa diaspora. Depuis 2014, elle présente une fois par semaine la chronique Sports dans le Journal Afrique de TV5Monde où elle parle de toutes les disciplines et reçoit des acteurs du monde sportif. La journaliste a couvert la Coupe d'Afrique des nations et d'autres grandes compétitions internationales. Son expertise sur le monde sportif africain est régulièrement sollicitée dans d'autres médias que TV5Monde. Du 19 novembre au 3 décembre 2016, Lise-Laure Etia couvre la CAN féminine au Cameroun pour TV5Monde.